# Ruth Patrick
Ruth Myrtle Patrick (* 26. November 1907 in Topeka; † 23. September 2013 in Lafayette Hill, Pennsylvania) war eine US-amerikanische Botanikerin und Limnologin, die sich auf Kieselalgen und Süßwasser-Ökologie spezialisierte. Patrick hat Methoden entwickelt, um die Gesundheit von Süßwasser-Ökosystemen zu messen, und sie hat mehrere Forschungseinrichtungen gegründet.
Patrick absolvierte 1925 die Mädchenschule Sunset Hill in Kansas City (Missouri). Anschließend studierte sie an der University of Virginia, wo sie 1934 ihren PhD erhielt.
Ihr botanisches Autorenkürzel ist R.M.Patrick.

## Preise und Auszeichnungen
- 1970: Lewis L. Dollinger Pure Environment Award
- 1970: Mitgliedschaft in der National Academy of Sciences
- 1974: Mitgliedschaft in der American Philosophical Society
- 1976: Mitgliedschaft in der American Academy of Arts and Sciences
- 1989: Ehrendoktorwürde der University of South Carolina
- 1993: Benjamin Franklin Medal der American Philosophical Society[3]
- 1996: National Medal of Science
- 2002: Heinz Award Chairman’s Medal[4]
- 2006: A.C. Redfield Lifetime Achievement Award[5]
- Das Ruth Patrick Science Education Center der University of South Carolina ist nach ihr benannt.
- Am 17. November 2007 gab es anlässlich ihres bevorstehenden 100. Geburtstags eine Gala an der Academy of Natural Sciences in Philadelphia.[6]